# Paramormyrops kingsleyae
Paramormyrops kingsleyae es una especie de pez elefante eléctrico perteneciente al género Paramormyrops en la familia Mormyridae presente en varias cuencas hidrográficas de África, entre ellas el Bajo Guinea, donde tiene una amplia distribución en una serie de ríos. Es nativa de la República Democrática del Congo, Camerún, Costa de Marfil, Gabón y Nigeria; y puede alcanzar un tamaño aproximado de 13,5 cm.

## Estado de conservación
Respecto al estado de conservación, se puede indicar que de acuerdo a la IUCN, esta especie puede catalogarse en la categoría «Preocupación menor (LC)».